# Teoria de la dissuasió

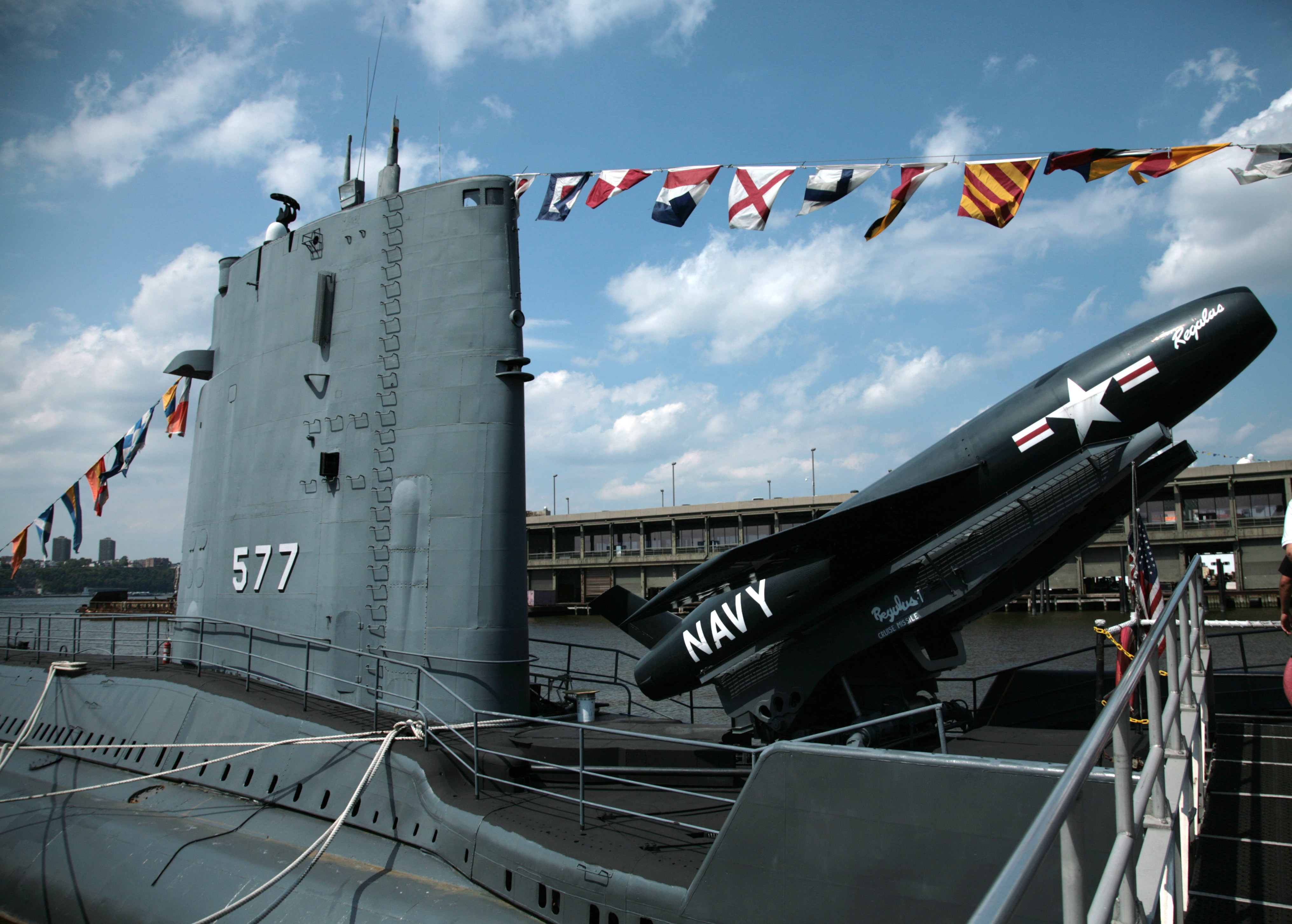
L'USS Growler, un dels dos submarins dissenyats per proporcionar una dissuasió nuclear mitjançant míssils creuer amb un abast de 800 milles (1852 quilòmetres), col·locat en posició de patrulla portant el míssil Regulus I (mostrat al moll Pier 86 del port de Nova York, el seu lloc com a vaixell museu).

La teoria de la dissuasió és la idea que una força inferior, en virtut del poder destructiu de les armes d’aquesta força, podria dissuadir un adversari més poderós, sempre que aquesta força es pogués protegir contra la destrucció mitjançant un atac sorpresa. Aquesta doctrina va guanyar major protagonisme com a estratègia militar durant la Guerra Freda pel que fa a l'ús d'armes nuclears. Està relacionada amb el concepte de Destrucció mútua assegurada, que modela la naturalesa preventiva d'un atac nuclear a gran escala que devastaria les dues parts en conflicte en una guerra nuclear.

## Estratègia
La dissuasió és una estratègia destinada a dissuadir un adversari de prendre una acció encara no iniciada mitjançant l'amenaça de represàlies, o per evitar que facin alguna cosa que un altre estat desitgi. L'estratègia es basa en el concepte psicològic del mateix nom.
L'estratega militar Bernard Brodie va escriure el 1959 que, per a què un sistema dissuasiu nuclear sigui creïble, ha d'estar sempre a punt, però mai s'ha d'utilitzar.
El treball clàssic de Thomas Schelling (1966) sobre la dissuasió presenta el concepte que l'estratègia militar ja no es pot definir com la ciència de la victòria militar. En lloc d'això, s'argumenta que l'estratègia militar és ara, pel cap baix, l'art de la coacció, de la intimidació i la dissuasió. Schelling diu que la capacitat de danyar un altre estat s’utilitza ara com a factor motivador per a altres estats per evitar-lo i influir en el comportament d’un altre estat. Per ser coercitiu o dissuadir un altre estat, s’ha de preveure la violència i evitar-la mitjançant l’acomodació. Per tant, es pot resumir que l'ús del poder per fer mal com a poder de negociació és el fonament de la teoria dissuasiva i té més èxit quan es manté en reserva.

## Crítiques
El 2004, Frank C. Zagare va afirmar que la teoria de la dissuasió és lògicament inconsistent, no empíricament precisa i que és deficient com a teoria. En lloc de la dissuasió clàssica, els estudiosos de l'elecció racional han defensat la "dissuasió perfecta", que suposa que els estats poden variar en les seves característiques internes i, sobretot, en la credibilitat de les seves amenaces de represàlia.

En un article del gener del 2007 al diari Wall Street Journal, alguns responsables veterans de la guerra freda com Henry Kissinger, Bill Perry, George Shultz i Sam Nunn van revertir la seva posició anterior i van afirmar que, lluny de fer el món més segur, les armes nuclears s'havien convertit en una font de risc extrem. La seva justificació i conclusió no es basaven en la situació del vell món, amb només uns quants actors nuclears, sinó en la inestabilitat de molts estats que posseïen les tecnologies i la manca de recursos per mantenir i actualitzar adequadament les armes existents en molts estats:
El risc d’accidents, judicis erronis o llançaments no autoritzats era cada vegada més important en un món de rivalitats entre estats nuclears relativament nous que no tenien les garanties de seguretat desenvolupades durant molts anys per Amèrica i la Unió Soviètica. L’aparició d’estats pàries, com Corea del Nord (que possiblement aviat s’afegirà a l'Iran), armats amb armes nuclears, s’afegia al temor, així com l’ambició declarada dels terroristes de robar, comprar o construir un dispositiu nuclear. 
Segons The Guardian, prominents estadistes europeus van demanar mesures addicionals el 2010 per abordar els problemes de proliferació d'armes nuclears. Van dir: "La dissuasió nuclear és una resposta estratègica molt menys persuasiva en un món de possibles carreres d'armaments nuclears regionals i terrorisme nuclear que no pas durant la guerra freda".